# Ana Belén Elgoyhen
Ana Belén Elgoyhen (Buenos Aires, 13 de diciembre de 1959) es una científica argentina, doctora en bioquímica y profesora de farmacología de la Universidad de Buenos Aires e investigadora superior del Consejo Nacional de Investigaciones Científicas y Técnicas (CONICET). Ha realizado aportes al entendimiento de las bases moleculares de la audición.

## Trayectoria
Ana Belén Elgoyhen nació el 13 de diciembre de 1959 en la Capital Federal argentina. En 1984 terminó el curso de bioquímica en la Universidad de Buenos Aires, e Instituto Salk y en 1989 se recibiría como Doctora en Bioquímica en la misma universidad, siendo la directora de tesis la doctora Edda Adler-Graschinsky.
Se fue del país inscribiéndose y ganando la beca Pew, que le permitió realizar un posdoctorado en el Laboratorio de Neurobiología Molecular del Instituto Salk, California, en 1991. Entonces, durante el año 1994, Elgoyhen identificó los receptores del oído que intervienen en los procesos de modulación de los sonidos y los hacen comprensibles.
Al finalizar su formación posdoctoral en el laboratorio de neurobiología molecular, el 24 de septiembre de 1994  volvió a la Argentina.
Fue Scholar Internacional del Howard Hughes Medical Institute entre 1997 y 2011, y Fellow de la John Simon Guggenheim Memorial Foundation, entre 2003 y 2004. Fue noticia cuando ganó el premio L'Oreal-Unesco a Mujeres en Ciencia, que premia a sólo cinco científicas por año en el mundo, de la edición 2008, gracias a sus aportes en la comprensión de los principios moleculares fundamentales de la audición. Las otras ganadoras fueron la Lihadh Al-Gazali (Emiratos Árabes Unidos), Elizabeth Blackburn (Estados Unidos), V. Narry Kim (Corea del Sur) y Ada Yonath (Israel).
Recibió el título de Investigadora de la Nación Argentina 2012 por su trabajo sobre la genética y fisiología del oído y el Scientific Grand Prize de la Fondation Pour l´Audition en 2018.
Trabaja como investigadora superior del Instituto de Investigaciones en Ingeniería Genética y Biología Molecular "Dr. Héctor N. Torres", profesora de farmacología en la Facultad de Medicina de la UBA, y profesora adjunta del departamento de otorrinolaringología de la Escuela de Medicina de la Universidad Johns Hopkins.

## Premios y distinciones
| Año  | Premio                                                                            | Obra ganadora |
| ---- | --------------------------------------------------------------------------------- | --- |
| 1988 | Sociedad Argentina de Farmacología Experimental                                   | Efectos de las benzodiazepinas sobre la liberación de 3H-noradrenalina y sobre las respuestas cronotrópicas al estímulo nervioso en aurículas de rata |
| 1992 | Premio CEDIQUIFA en Farmacología                                                  | |
| 1994 | Verum Foundation for Behavior and Environment (Alemania)                          | Cloning and functional expression of Alpha9: a novel acetylcholine-gated ion channel                                                                  |
| 1995 | Strauss Foundation Award in Auditory Science (Estados Unidos)                     | |
| 1997 | Penny and Bob Fox Award in Auditory Science (Estados Unidos)                      | |
| 2000 | Premio Bernardo Houssay                                                           | Clonado y caracterización funcional del receptor nicotínico involucrado en el control eferente del sistema auditivo y vestibular                      |
| 2002 | Premio CEDIQUIFA Bernardo Houssay en Farmacología                                 | |
| 2003 | Joan and Marc Millar Award in Auditory Science (Estados Unidos)                   | |
| 2003 | Premio Joven Sobresaliente (Fundación Vasco Argentina Juan de Garay)              | |
| 2004 | Miembro del Collegium Oto-Rhino-Laryngologicum Amicitiae Sacrum                   | |
| 2005 | H.F. Lenfest Award in Auditory Science                                            | |
| 2008 | Premio L’Oreal-Unesco Internacional para Mujeres en la Ciencia por América Latina | |
| 2008 | Personalidad Destacada de la Ciencia de la Ciudad Autónoma de Buenos Aires        | |
| 2011 | Premio TWAS en Biología                                                           | |
| 2012 | Investigadora de la Nación Argentina 2012                                         | |
| 2013 | Premio Konex en Ciencias Biomédicas Básicas                                       | |
| 2014 | Premio Bernardo Houssay 2014                                                      | |
| 2018 | Fondation Pour l’Audition Scientific Grand Prize                                  | |
| 2023 | Premio Konex de Platino en Ciencias Biomédicas Básicas                            | |